# شامله
شامله (به فرانسوی: Chamelet) یک کامین (تقسیمات کشوری فرانسه) در فرانسه با جمعیت ۶۸۰ نفر است که در Canton of Le Bois-d'Oingt واقع شده‌است.